# Ludwig Bechstein
Ludwig Bechstein (Weimar, 24 de noviembre de 1801 — Meiningen, 14 de mayo de 1860) fue un escritor, bibliotecario y archivista alemán.
Sus obras sirvieron de inspiración al compositor Richard Wagner, en las cuales se basó para escribir su ópera Tannhäusher.

## Vida
Nació en Weimar, Alemania el 24 de noviembre de 1801. Hijo ilegítimo de Johana Dorothea Bechstein y Hubert Dupontreau, un emigrante francés que desapareció luego del nacimiento del niño, Bechstein en ese entonces se llamaba Dupontreau. creció hasta los primeros nueve años con una economía familiar muy pobre. Esa situación impulso en 1810 a su tío Johann Matthäus Bechstein, un naturalista reconocido, dejar Meiningen, que decidió adoptarlo. 
Desde allí fue conocido como Ludwig Bechstein. En 1818 fue a la escuela y se inició como aprendiz de farmacia en Arnstadt, Meiningen y Salzungen.
De 1829 a 1831 estudió filosofía y literatura en Leipzig y Múnich, en ese tiempo fue nombrado bibliotecario. y en 1848 archivista. 

## Trabajos
Desarrolló toda su vida en torno a los libros. 
Bechstein publicó muchos trabajos como cuentos populares, romances, poemas y novelas. 
La poesía lírica patriótica de Bechstein y sus narraciones históricas siguen siendo hoy en día conocidas. 
Seguía realizando sus colecciones del cuentos de hadas (cuentos de hadas de Bechstein). Bechstein recopiló también leyendas.

### Antologías, novelas y poemas
También publicó un volumen en la Alemania ilustrada y romántica y la biografía de Johann Matthäus Bechstein en 1855. Creó la primera biografía independiente.

### Cuentos de hadas individuales
Bechstein también fue escritor de cuentos infantiles de la talla de los Hermanos Grimm y Hans Christian Andersen. Entre los principales cuentos están La Princesa Encantada, El pastor y la hija del rey, Los tres Músicos, Los tres perros, Los dos descontentos, El libro de los encantamientos, El Cisne Encantado (este último, similar a El ganso de oro de los Hermanos Grimm) y La tierra de la abundancia, entre otros cuentos infantiles famosos en Europa.